# Анте Майсторович
Анте Майсторович (хорв. Ante Majstorović, нар. 6 листопада 1993, Загреб) — хорватський футболіст, захисник клубу «Рієка».

## Ігрова кар'єра
Народився 6 листопада 1993 року в місті Загреб. Вихованець футбольної школи клубу «Імотський». Дорослу футбольну кар'єру розпочав 2011 року в основній команді того ж клубу, в якій провів один сезон, взявши участь у 19 матчах чемпіонату. 2012 року віе підпимсав контракт із вищоліговим клубом «Спліт», але ще два сезони провів у оренді за «Імотський» у Другій лізі. 
У червні 2014 року Майсторович приєднався до «Спліта» і 7 листопада дебютував у Першій лізі, вийшовши в основному складі у гостьовому поєдинку проти клубу «Славен Белупо» (0:1). У першому сезоні Анте нечасто виходив на поле, але вже у наступному розіграші 2015/16 став основним захисником команді зі Спліта, провівши 32 матчі чемпіонату.
У липні 2016 року Анте Майсторович перейшов до «Динамо» (Загреб), але був відразу відданий в оренду команді «Локомотива», де і виступав протягом 2016—2019 років, так і не дебютувавши за «динамівців».
11 червня 2019 року Майсторович підписав контракт з «Осієком», у складі якого провів наступні півтора року своєї кар'єри гравця. Граючи у складі «Осієка» також здебільшого виходив на поле в основному складі команди.
2 березня 2021 року Майсторович підписав контракт з китайським клубом «Шанхай Порт» за 3,3 мільйона євро, однак дві серйозні травми завадили йому дебютувати за клуб, і він розірвав свій контракт у січні 2022 року. Надалі Майсторович повернувся на батьківщину, де продовжив кар'єру в клубі «Істра 1961».
В липні 2024 року став гравцем «Рієки», з якою у першому ж сезоні виграв «золотий дубль». Станом на 4 липня 2025 року відіграв за команду з Рієки 32 матчі в національному чемпіонаті.

## Титули і досягнення
- Чемпіон Хорватії (1):

«Рієка»: 2024/25
- Володар Кубка Хорватії (1):

«Рієка»: 2024/25